# Linha de Demarcação Militar

Mapa da Zona Desmilitarizada da Coreia.

A Linha de Demarcação Militar (LDM), às vezes referida como linha de armistício, é a fronteira entre Coreia do Norte e Coreia do Sul. Foi estabelecida como a linha de cessar-fogo ao fim das hostilidades da Guerra da Coreia em 1953. A Linha de Demarcação Militar segue pela terra; no mar, as duas Coreias são divididas pela Linha de Limite Norte.
A linha é dentro da Zona Desmilitarizada da Coreia ("DMZ"), e corre perto do paralelo 38° N, cobrindo aproximadamente 248 km. Soldados americanos e sul-coreanos patrulham a linha ao longo do lado sul, enquanto o Exército Popular da Coreia (EPC) patrulha o lado norte. Houve escaramuças frequentes ao longo da linha desde o fim da Guerra da Coreia.
Em coreano, a linha é chamada Hyujeonseon, ou "linha de cessar-fogo". Também é às vezes chamada Gunsa Bungye-seon (군사분계선), que significa literalmente "linha de demarcação militar". Entretanto, no uso coloquial, a linha divisória muitas vezes é chamada Sampalseon (삼팔선, "paralelo 38").
A linha em si é marcada por uma série de sinais idênticos que são colocados em intervalos através da península. O lado dos sinais de face para o norte é escrito em Hangul e chinês, e em Hangul e inglês no lado de face para o sul. Os sinais estão envelhecendo e enferrujando.